# Márcia Cardeal
Márcia Cardeal (São Paulo, 23 de dezembro de 1948 — São Paulo, 29 de setembro de 2020) foi uma apresentadora, atriz e professora brasileira.

## Carreira
Márcia começou sua carreira na televisão em 1958 por influência de seus pais, que eram circenses. Seu pai, contrarregra na TV Paulista, levou-a para assistir um programa infantil, os diretores gostaram dela e convidaram-na para trabalhar na série "Teledrama", aos 10 anos de idade. Depois disso, trabalhou em novelas da tarde e em Chapeuzinho Vermelho, Branca de Neve e os Sete Anões e atuou em O Vigilante Contra o Crime. Em 1963, chegou ao horário nobre, atuando em folhetins como Oliver Twist, com Osmar Prado ainda garoto. Foi em 1965 que Márcia se aventurou como apresentadora do programa infantil Zás-Trás, ao lado do Tio Molina. Esteve no ar na década de 1960, quando ficou conhecida como "Tia Márcia", e equiparava-se à Xuxa da época. Deixou os programas infantis em 1972 para se tornar professora pública, pois naquela época se ganhava mais dando aulas do que como artista. Tornou-se Coordenadora Pedagógica, e por fim diretora em um colégio em São Paulo. Desde então, nunca mais trabalhou em televisão. Nos anos 80, foi convidada por Mara Maravilha para uma homenagem em um programa da TV Cultura. Ela ainda guardava boas lembranças do período que fez Zás-Trás.